# Magnobonus Markmiller

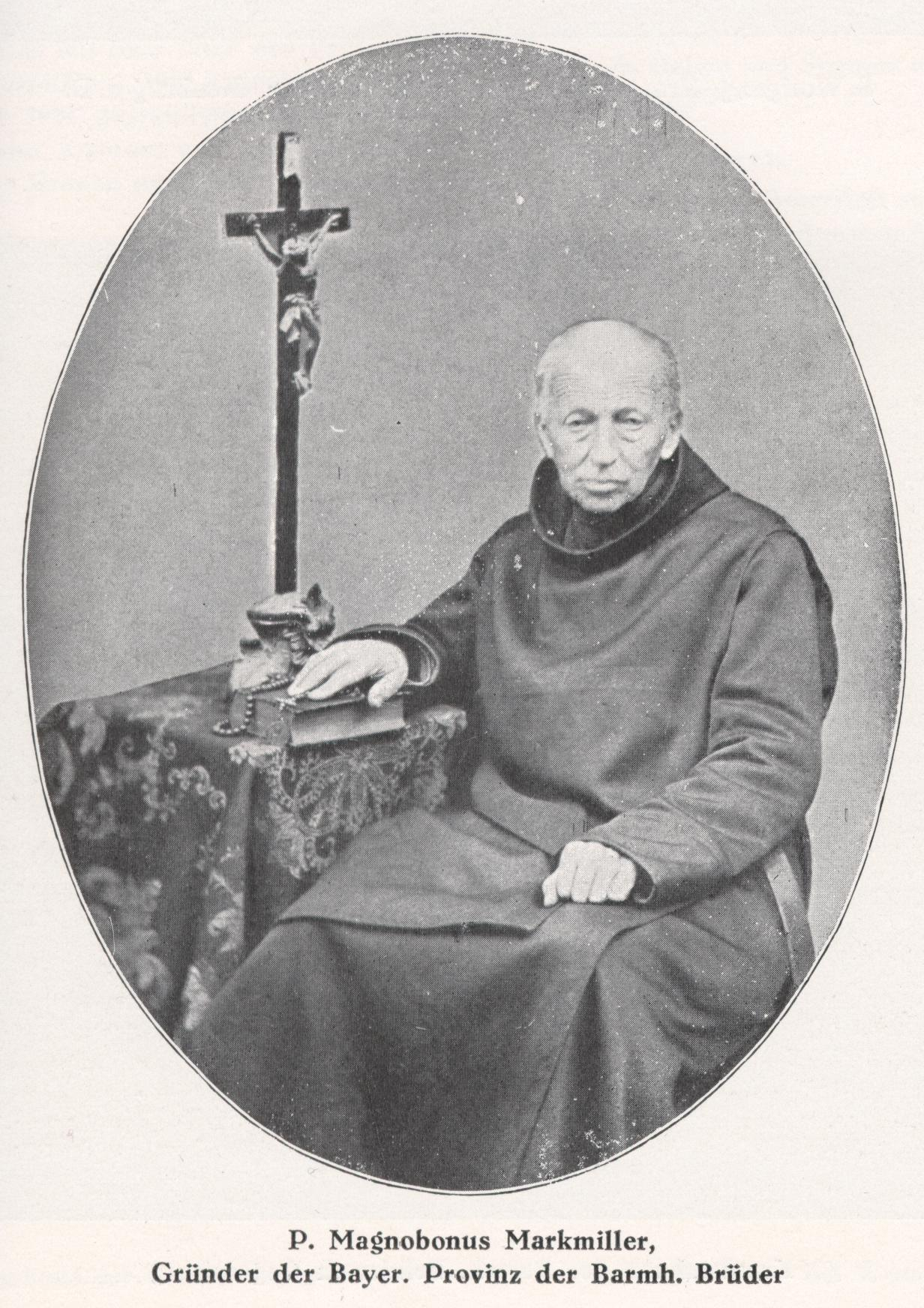
Pater Magnobonus Markmiller

Magnobonus Markmiller Taufname Franz Xaver Markmiller (* 19. Oktober 1800 in Höchstädt an der Donau; † 30. Juni 1879 in Neuburg an der Donau) war ein deutscher katholischer Priester, der in den Orden der Barmherzigen Brüder des Hl. Johannes von Gott eintrat und 1851 die Bayerische Provinz seines Ordens gründete und ihr erster Provinzial wurde.

## Leben
Franz Xaver Markmiller war der Sohn wohlhabender Kaufmannseheleute; der Vater betrieb einen Eisenwarenhandel.  Er absolvierte das Lyzeum in Dillingen, wo ihn u. a. der geistliche Naturwissenschaftler Joseph von Weber unterrichtete. Danach studierte Markmiller am dortigen Priesterseminar, sowie Philosophie und Theologie an der Universität Landshut. 1822 schloss er sich der Landsmannschaft Suevia an. Zeitlebens blieb er dem späteren Corps als Renoncephilister verbunden.

Am 1. Mai 1824 erhielt Franz Xaver Markmiller durch Bischof Joseph Maria von Fraunberg im Augsburger Dom die Priesterweihe. Seine erste Seelsorgestelle trat er als Kaplan in Gundelfingen an, dann wechselte er nach Bachhagel, wo er auch die Pfarrei verwaltete. Von 1834 bis 1841 amtierte er als Pfarrer von Staudheim, heute ein Stadtteil von  Rain am Lech. Dort ist im Matrikelbuch der Pfarrei nachfolgender Eintrag erhalten:

„Xaver Markmiller 1834–1841. Unter demselben wurde die Kirche vergrößert, mit einer Orgel versehen, die Altäre verschönert und viele Paramente beigetragen. Er trat im Jahre 1839 in den Orden des hl. Johann von Gott in Neuburg an der Donau und legte daselbst am 12. April die feierlichen Gelübde ab. Von diesem Augenblick an hörte er auf, Pfarrer von Staudheim zu sein. Während seiner Noviziatsjahre vicarierte für ihn Leonhard Moertel, 1839–1841. “

## Ordensmann und Ordensgründer
In Neuburg an der Donau existierte das letzte bayerische Kloster der Barmherzigen Brüder des Hl. Johannes von Gott. Durch eine Spitalstiftung von  Pfalzgraf Wolfgang Wilhelm in Neuburg kam der Pflege-Orden 1622 nach Bayern, wo er sich durch die Gunst der Wittelsbacher rasch ausbreitete. Aufgrund eines Erlasses von Kaiser  Joseph II.  mussten die Klöster außerhalb Österreichs abgetrennt werden. Auf dem Provinzkapitel 1781 zu Prag wurde der Beschluss gefasst, die Ordenshäuser in Bayern, Schlesien und Westdeutschland als „Deutsche Provinz zum heiligen Karl Borromäus“ zu vereinen. Als Sitz des Provinzialates bestimmte man das Hospital der Gemeinschaft in München. Durch die politischen Wirren und die Säkularisation wurde die Provinz 1803 aufgelöst. König Ludwig I.  gab das   Neuburger Spital und Kloster dem Orden 1831 zurück, der es von Österreich aus verwaltete. Der zuständige Augsburger Bischof  Albert von Riegg unterstützte das wiederaufblühen der Barmherzigen Brüder nach Kräften.
In dieses Kloster trat der Staudheimer Pfarrer Franz Xaver Markmiller 1839 ein und erhielt den Ordensnamen „Magnobonus“, unter dem er auch allgemein bekannt wurde. 1841/42 absolvierte er die Landshuter Chirurgenschule und übernahm dann das Amt des Novizenmeisters in Neuburg. Er lehrte die jungen Brüder sowohl ein geistig anspruchsvolles religiöses Leben der Nächstenliebe, als auch die Geheimnisse von Chirurgie und Wundbehandlung. Von Neuburg aus wandte sich Pater Markmiller nach Straubing, wo er zunächst das städtische Spital leitete und dann im alten Franziskanerkloster ein leistungsfähiges Ordenskrankenhaus gründete. Nun begann der in Bayern fast vernichtete Orden wieder aufzublühen. 1850 kehrte Pater Magnobonus nach Neuburg zurück. Als praktisch denkender Organisator, durch seinen spirituellen Reichtum, und seine umgängliche, stets freundliche Art, gewann er die Zuneigung aller Mitbrüder.
1851 beauftragte man ihn nach Rom zu reisen, um die Verbindung zur dortigen Ordensleitung wiederherzustellen. In Florenz traf er mit dem Ordensgeneral Peter Paul Deidda zusammen. An diese Besprechung schlossen sich zwei Audienzen bei Papst Pius IX. in Rom an, welcher der Errichtung einer eigenen Bayerischen Provinz zustimmte. Am 9. Juli 1851 verließ Pater Markmiller die ewige Stadt und kehrte über Lyon, wo er nochmals mit dem Ordensgeneral zusammentraf, am 28. Juli 1851 nach Neuburg zurück. Pater Deidda hatte ihn zum Provinzvikar eingesetzt. Am 3. August 1851 vollzog er in der Kirche St. Wolfgang in Neuburg die formelle Errichtung der Bayerischen Provinz der Barmherzigen Brüder des Hl. Johannes von Gott, durch Entgegennahme der feierlichen Ordensprofess aller anwesenden Brüder und durch die Übermittlung der Urkunden an das Generalat in Rom.
Das erste Provinzkapitel fand 1853 im Regensburger Bischofspalais statt. Hier wählte man Magnobonus Markmiller zum ersten Bayerischen Provinzial; er wurde damit Vorsteher der mehrere Klöster umfassenden Ordensprovinz. Der Regensburger Bischof Valentin Riedel war sein Studienfreund, weshalb das Kapitel in dessen Palais abgehalten werden konnte. Sitz des Provinzialats wurde Neuburg, St. Wolfgang, die erste und älteste Ordensniederlassung auf bayerischem Boden. Markmiller war die treibende Kraft im Ausbau der Gemeinschaft. Noch 1853 gründete er in Neuburg das Kloster St. Augustin, wozu er einen Teil des alten Hofgartens erwarb, dazu das Haus eines Chirurgen und etwas später das ehemalige Franziskanerkloster, um ein zeitgemäßes Priestererholungsheim einzurichten. 1854 übernahmen die Brüder die Krankenpflegestation im Zuchthaus Kaisheim, 1856 reiste Markmiller erneut zum Generalkapitel nach Rom, 1860 gründete er die Pflegeanstalt Schweinspoint, 1863 zwei Erziehungsanstalten in Algasing und Heiligenbrunn, 1866 übernahm der Orden das Krankenhaus St. Vitus in Burglengenfeld.
Mehrfach wiedergewählt, trat Pater Markmiller erst 1871 infolge zunehmender Gesundheitsbeschwerden als Provinzial ab. Trotzdem blieb er bis zu seinem Tod am 30. Juni 1879 im Priesterhospital St. Augustin in Neuburg die unangefochtene Führungspersönlichkeit des bayerischen Ordenszweiges. Sein Grab in der Klostergruft zu St. Wolfgang in Neuburg ist erhalten.
In der Ordensniederlassung Straubing ist ein großer Veranstaltungssaal nach Pater Magnobonus Markmiller benannt.